# Карелія (історична область)

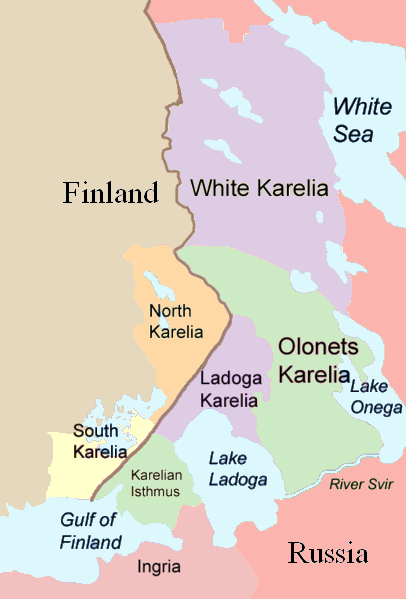

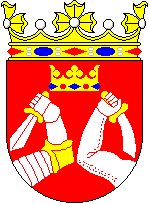
Історичний герб Карелії

Каре́лія (карел. і фін. Karjala, швед. Karelen, рос. Карелия, рос. дореф. Корелія) — історичний регіон на півночі східної Європи. Земля карелів, яка станом на початок XXI століття поділена між російськими Республікою Карелія, Ленінградською областю (Карельський перешийок) та двома регіонами Фінляндії: Південною Карелією та Північною Карелією.

## Історія

Герб Республіки Карелія

Національний прапор Карелії

1227 року Карелія приймає християнство за посередництвом Великого Новгорода, хоча набагато раніше і самостійно хрестилася карельська аристократія. Близькість Суомі не могла не призвести до появи католицької складової в історії Карелії. Частина карелів була навернута в католицизм. Пізніше, як це практикувалося в європейській історії, саме конфесійна ознака стала базовою для розподілу Карелії. За Нотеборзьким (Орешківським) договором між Швецією та Новгородом до складу Свенської Карелії увійшли додатково три округи — Саволак, Єскіс, Єгреля. Шведсько-карельський союз набув статусу національного в період монгольської навали до новгородських земель і тиску лівонського ордену на західні кордони Республіки.

## Визначні пам'ятки
Кижі — один з найстаріших музеїв просто неба. На території острова містяться церква Воскресіння Лазаря з Муромського монастиря (XIV ст.) — найстародавніша дерев'яна церква, Преображенська — збудована в 1714 році дерев'яна церква із 22 банями, споруджена 1764 року дев'ятибанева Покровська.
Кижі занесено в Список пам'яток Всесвітньої культурної і природної спадщини ЮНЕСКО.

## Географія
Республіка міститься в північно-західній частині Росії. На півночі межує з Мурманською областю, на півдні — з Ленінградською і Вологодською областями, омивається на північному сході Білим морем. Довжина берегової лінії Білого моря — 630 км.
- Площа: 172 400 км²
- Кордони:
  - внутрішні: Мурманська область (північ), Архангельська область (південний схід), Вологодська область (південь), Ленінградська область (південь)
  - міжнародні: Фінляндія (Із заходу) (довжина границі — 723 км)
  - водні: Біле море (затока Баренцевого моря), Онезьке озеро, Ладозьке озеро
- Найвища точка над рівнем моря: 576 метрів, пік Нуоренена.

Основний рельєф республіки — горбкувата рівнина, що переходить на заході в Західно-Карельську височину. Дуже давно льодовик, відступаючи на північ, сильно змінив рельєф Карелії — з'явилася безліч моренних грядів, озерних улоговин.
Клімат м'який з достатком опадів, міняється на території Карелії від морського до континентального.

## Населення
У теперішній час[коли?] населення Карелії зазнає значних змін у сторону русифікації та зменшення питомої ваги карелів як корінного етносу. Кожний перепис показує негативну тенденцію.

## Культура
- На початку 90-х років у Карелії вивели нову породу котів — карельський бобтейл.